# Jammerbugt
Jammerbugt är en bukt i Region Nordjylland i Danmark, som är en del av Skagerrak. Bukten har gett namn åt Jammerbugts kommun, som bildades i samband med kommunreformen i Danmark 2007.
Det fiskas en del i bukten, med Hirtshals och Hanstholm som viktiga fiskehamnar och Thorup Strand som en stor landningsplats för båtar.

## Bildgalleri

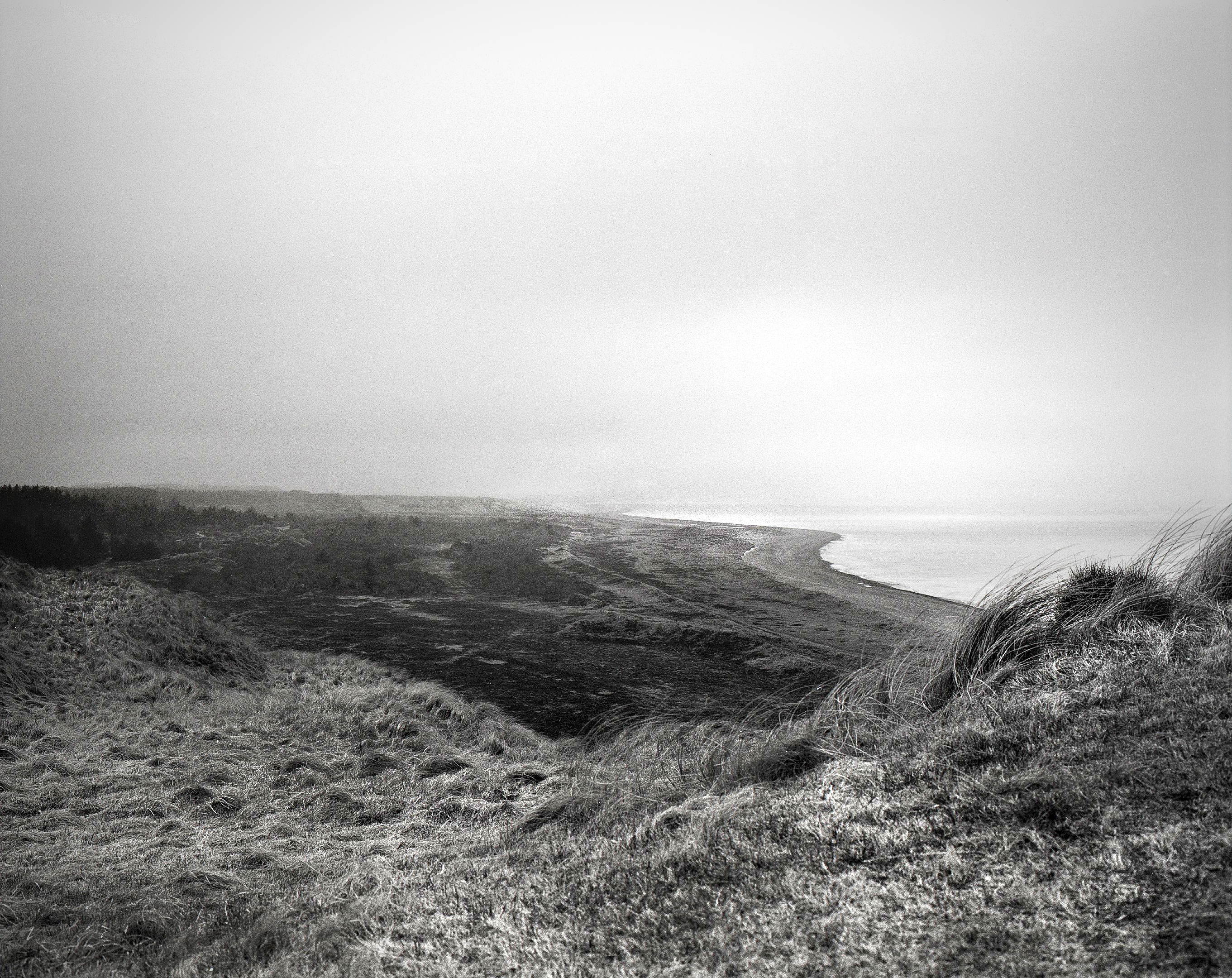
Jammerbugt
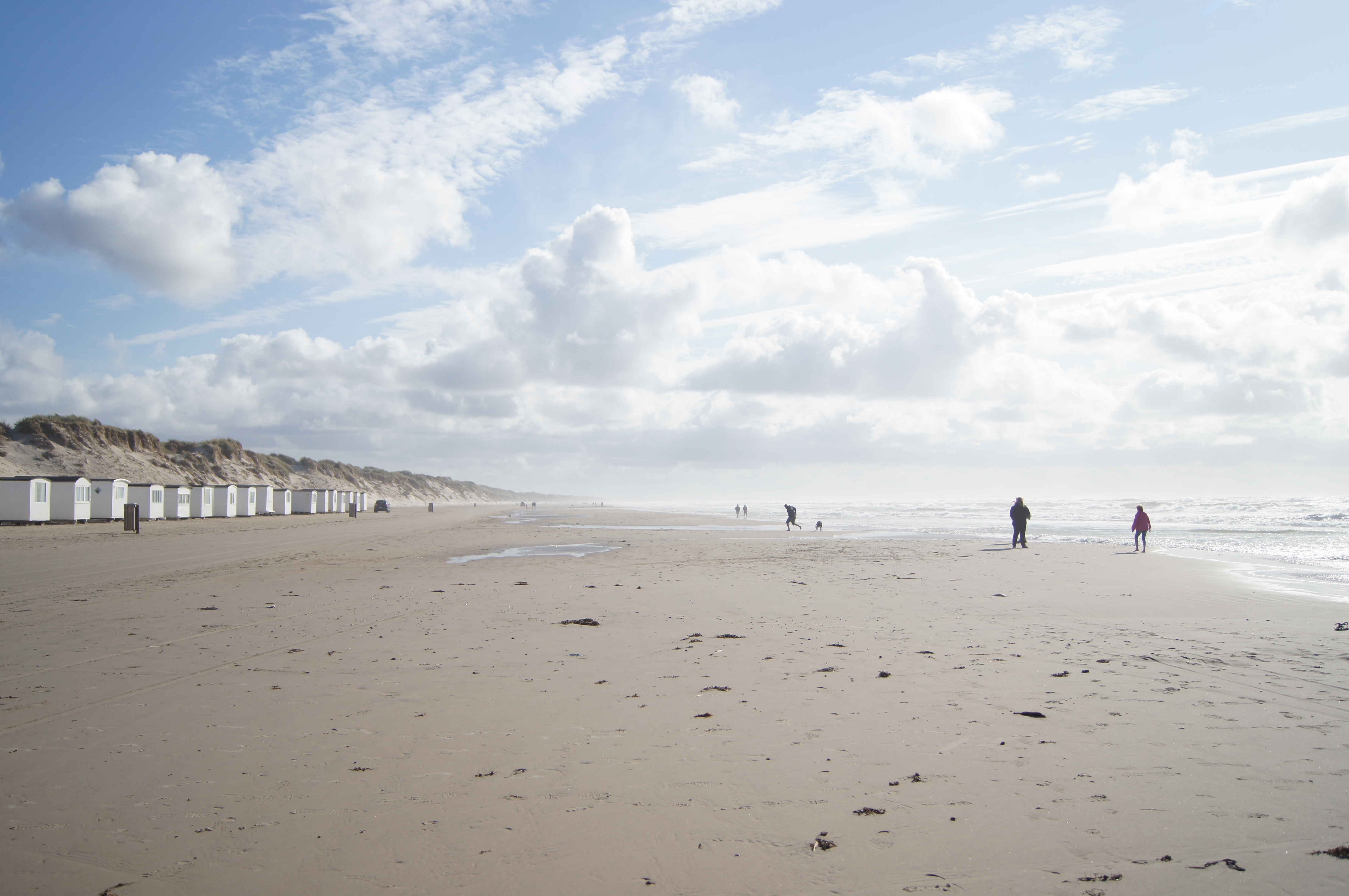
Badhytter nära Blokhus
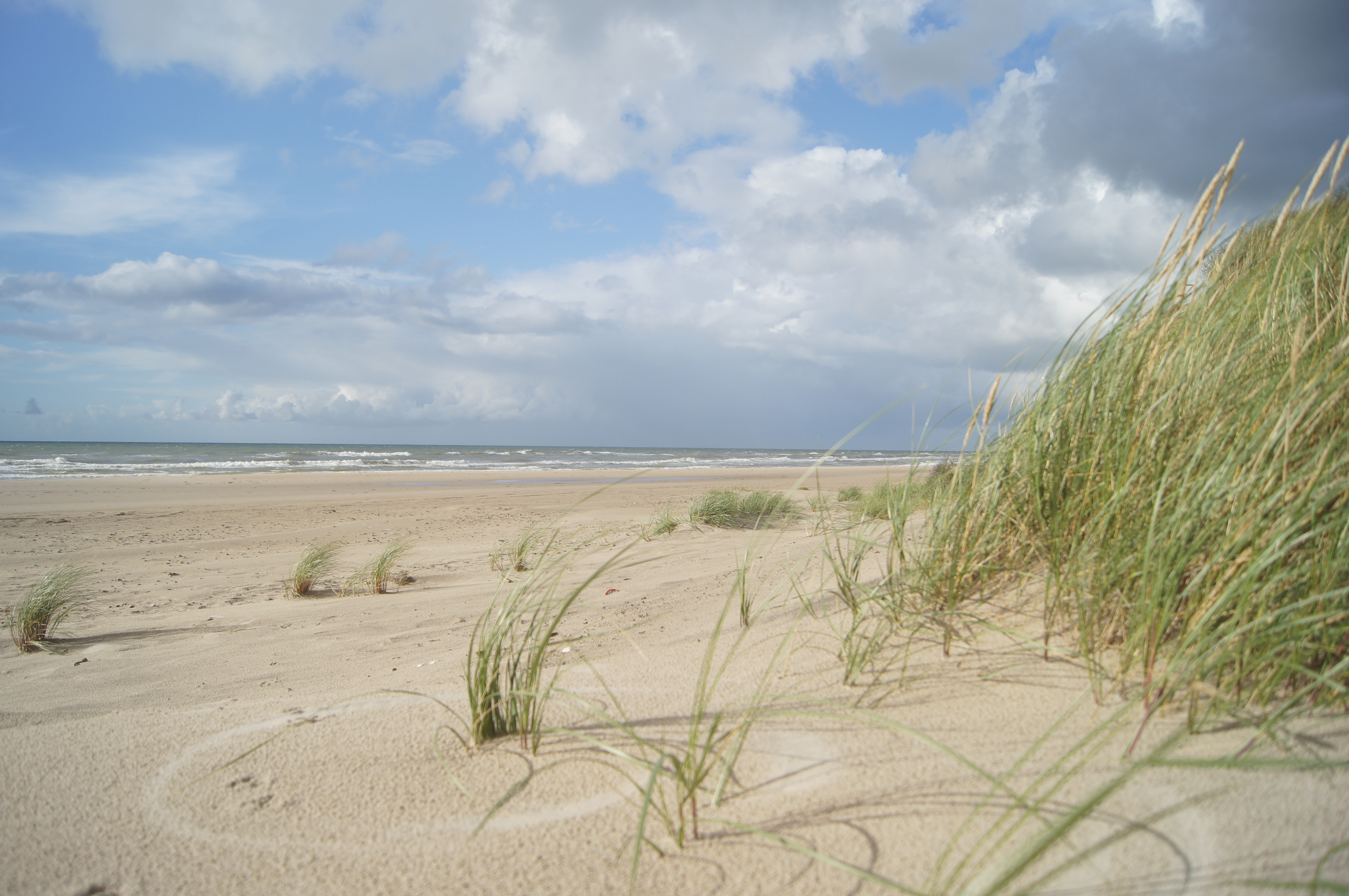
Jammerbugt
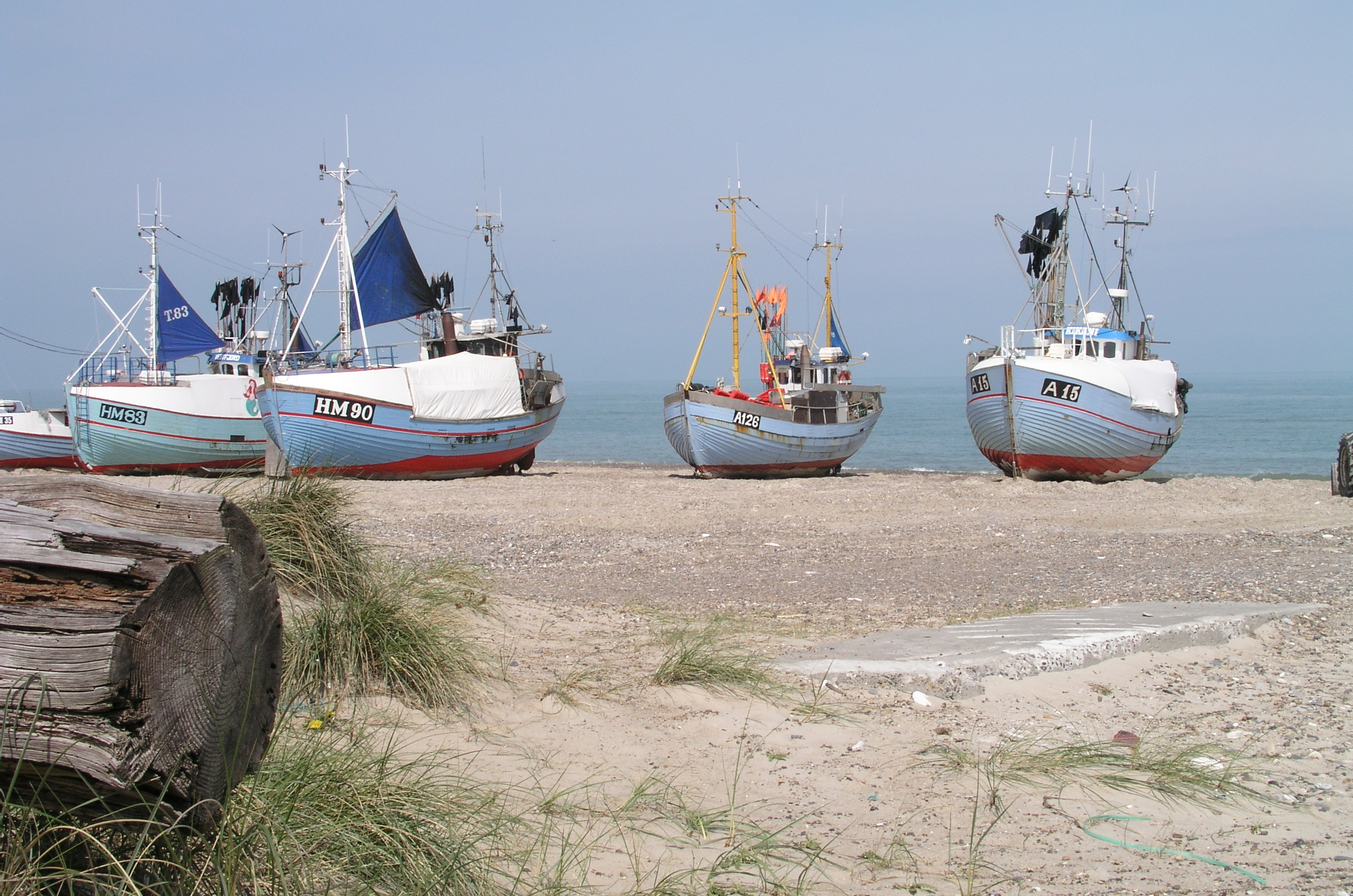
Landningsplatsen Thorup Strand